# نانجینگ ۲۰۷۸
سیارک ۲۰۷۸ (به انگلیسی: 2078 Nanking، نامگذاری:1975AD) دو هزار و هفتاد و هشتمین سیارک کشف شده‌است که در ۱۲ ژانویه ۱۹۷۵ کشف شد.
قدر مطلق سیارک برابر ۱۲٫۱۰ است.